# Філентома
Філентома (Philentoma) — рід горобцеподібних птахів родини вангових (Vangidae). Включає два види.

## Таксономія
Традиційно рід відносили до родини личинкоїдових (Campephagidae). У 2006 році на основі філогенетичного аналізу філетом віднесли до родини Tephrodornithidae, а в 2012 році згідно з даними генетичних досліджень переведені до родини Vangidae.

## Поширення
Рід широко поширений у Південно-Східній Азії.

## Види
- Філентома рудокрила (Philentoma pyrhoptera)
- Філентома чорнощока (Philentoma velata)